# Gavião e Atalaia
Gavião e Atalaia (llamada oficialmente União das Freguesias de Gavião e Atalaia) es una freguesia portuguesa del municipio de Gavião, distrito de Portalegre.

## Historia
Fue creada el 28 de enero de 2013 en aplicación de una resolución de la Asamblea de la República de Portugal promulgada el 16 de enero de 2013 con la unión de las freguesias de Atalaia y Gavião, pasando su sede a estar situada en la antigua freguesia de Gavião.

## Demografía
| Gráfica de evolución demográfica de Gavião e Atalaia entre 2011 y 2021 |
|                                                                        |
| Datos según el nomenclátor publicado por el INE portugués.             |